# علامة زورو (فلم 1940)
علامة زورو (بالإنجليزية: The Mark of Zorro) فيلم مغامرات أمريكي عن قصة البطل زورو، من بطولة تايرون باور، بازل راثبون وليندا دارنيل وهو إعادة لفيلم علامة زورو الذي انتج صامتاً عام 1920

## روابط خارجية
- علامة زورو على موقع IMDb (الإنجليزية)
- علامة زورو على موقع الموسوعة البريطانية (الإنجليزية)
- علامة زورو على موقع روتن توميتوز (الإنجليزية)
- علامة زورو على موقع نتفليكس (الإنجليزية)
- علامة زورو على موقع ألو سيني (الفرنسية)
- علامة زورو على موقع Turner Classic Movies (الإنجليزية)
- علامة زورو على موقع أول موفي (الإنجليزية)
- علامة زورو على موقع فيلمافينيتي (الإسبانية)
- علامة زورو على موقع قاعدة بيانات الأفلام السويدية (السويدية)
- علامة زورو على موقع قاعدة بيانات الفيلم (الإنجليزية)